# Рейганоміка
Рейгано́міка (англ. Reaganomics) — політика американського уряду Рональда Рейгана (звідси — назва) в 1981–1989 роках для подолання економічної кризи 1980–1982 років та її наслідків.
Основні пункти рейганоміки:
1. Зниження темпів зростання державних витрат.
2. Зменшення рівня оподаткування.
3. Зменшення впливу держави на економічний розвиток.

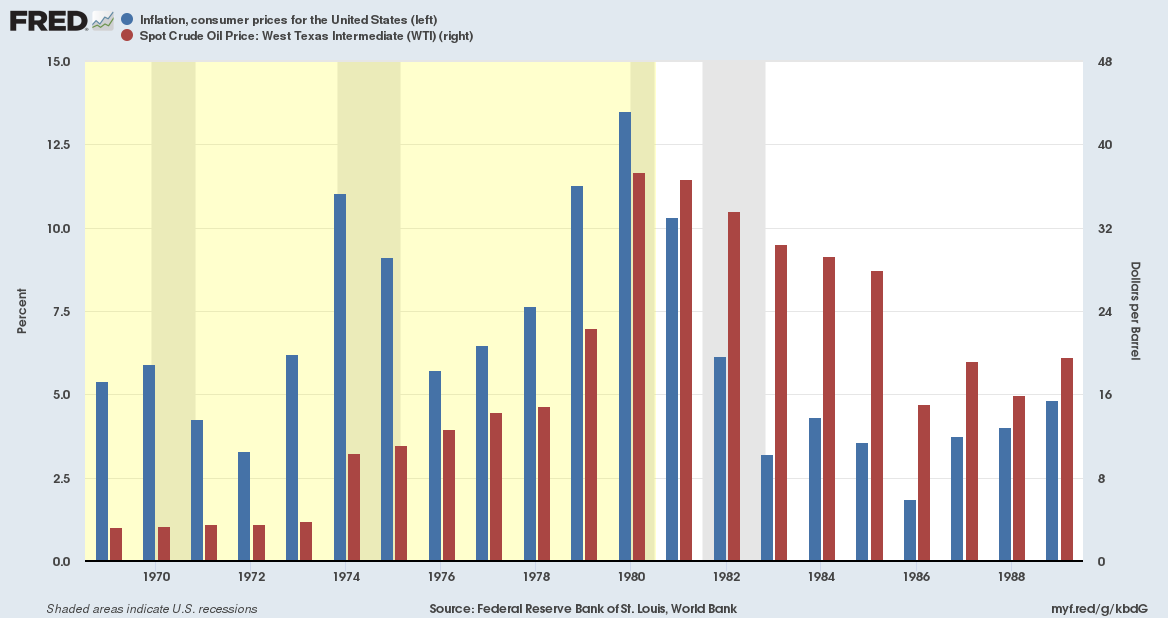
Інфляція (синім) та ціни на нафту (червоним). Період до президентства Рейгана позначено жовтим.

Подолання економічної кризи здійснювалося запровадженням системи реформ і заходів таких як: 
- відмова від кейнсіанських принципів державного регулювання економіки, які перестали себе виправдовувати, та повернення до економічних концепцій неоконсерватизму[2] та неолібералізму[3] (монетаризму);
- жорсткі антиінфляційні заходи, зокрема: скорочення видатків державного бюджету і федеральних соціальних програм із заміною програмами штатів та муніципалітетів;
- стимулювання інвестицій значним зниженням податків на корпорації (з 70 до 50 відсотків, а потім — до 34 відсотків) та фізичних осіб з високими та середніми доходами (з 50 % до 28 і 15 %) та звільнення від оподаткування 6 млн. громадян з низькими доходами;
- дерегуляція підприємницької діяльності;
- лібералізація процентних ставок за банківськими депозитами, що призвело до підвищення ставок і припливу іноземних капіталів до банків США;
- зняття обмежень на проведення прямого інвестування промисловості комерційними банками, які були запроваджені ще урядом «Нового курсу» президента Франкліна Рузвельта.

Наслідками «рейганоміки» були: 
- приток закордонних грошових коштів до американських банків;
- підвищення завантаженості промислових потужностей з 70 до 85 відсотків;
- скорочення безробіття з 11 до 5,5 відсотків;
- зростання питомої частки США у промисловому виробництві капіталістичних країн з 32 до 35 відсотків та їх товарообігу з 18 відсотків до 21 відсотків і санації національної економіки в цілому.